# Personally
『Personally』（パーソナリー）は、1984年5月19日にファンハウス/EXPRESSよりリリースされた、稲垣潤一4枚目のスタジオ・アルバム。

## 解説
ファンハウス（現・アリオラジャパン / ソニー・ミュージックレーベルズ）移籍後初のスタジオ・アルバムとしてリリース。シングルは「オーシャン・ブルー」を収録。

## ボーナス・トラック
2002年再発盤には、ボーナス・トラックとして「あの頃のまま」（シングル「オーシャン・ブルー」B面。2007年発売「Rainy Voice 〜greatest hits & mellow pop〜」にも収録）が収録。

## チャート成績
オリコンチャート2位を獲得した。

## 収録曲
全編曲：井上鑑（1・2以外）
1. 悲しきダイアモンド・リング
  - 作詞：売野雅勇　作曲・編曲：林哲司
2. オーシャン・ブルー
  - 作詞・作曲：松任谷由実　編曲：松任谷正隆
  - 7thシングル。
3. 振り向いた時そこに見える階段を数えたことがあるだろうか
  - 作詞：秋元康　作曲：松尾一彦
4. 恋のプラネット・サーカス
  - 作詞：売野雅勇　作曲：木戸やすひろ
5. 誰がために・・・
  - 作詞：さがらよしあき　作曲：林哲司
6. レイニー・ロンリネス
  - 作詞：秋元康　作曲：筒美京平
7. Dear John
  - 作詞：さがらよしあき　作曲：松田良
8. ジェラシーズ・ナイト
  - 作詞：秋元康　作曲：筒美京平
9. もう一度熱く
  - 作詞：来生えつこ　作曲：安部恭弘
  - 安部恭弘がアルバム『PASSEGE』でセルフカバー
10. あの頃のまま
  - 作詞・作曲：呉田軽穂　編曲：山田秀俊
  - ブレッド&バターが1979年に出したシングルのカバー。
  - ※2002年の再発盤のみに収録

## 参加ミュージシャン
- Keyboards: 井上鑑、松任谷正隆 (#2)、富樫春生 (#1)
- Electric Guitar：今剛、鈴木茂 (#2)、芳野藤丸 (#1)
- Drums:山木秀夫、林立夫、青山純 (#1)
- Bass:高水健司、美久月千晴 (#1)
- Percussion：浜口茂外也、斎藤ノブ (#2)
- Chorus:稲垣潤一、惣領智子、Mama、坪倉唯子、安部恭弘、木戸やすひろ、比山貴咏史、林哲司、松任谷由実 (#2)
- Chorus arrange：井上鑑、林哲司、木戸やすひろ、重実博
- Synthesizer Program：浦田恵司